# Magazine Enterprises

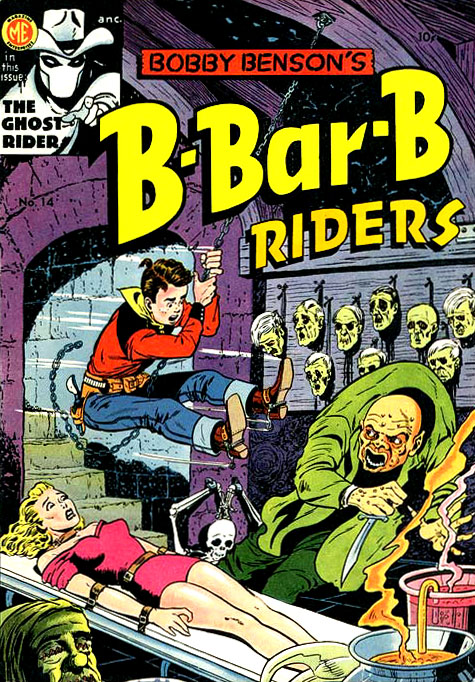
Capa da revista B-Bar-B Riders.

Magazine Enterprises  foi um editora de histórias em quadrinhos estadunidense que atuou entre os anos de 1943 e 1958, que publicou principalmente faroeste, humor, crime, aventura e infantis, praticamente sem super-heróis. Foi fundada por Vin Sullivan, ex-editor da Columbia Comics e National Allied Publications, a futura DC Comics.
Entre os personagens da Magazine Enterprises incluem a garota da selva "Cave Girl", desenhada por Bob Powell, e Ghost Rider, um personagem de terror e faroeste  criado por Ray Krank (roteiro) e Dick Ayers (desenhos) em 1949, após a marca do Ghost Rider caducar, Ayers e outros criaram um novo Ghost Rider para a Marvel Comics idêntico ao da Magazine Enterprises.